# Лев Гурыч Синичкин, или Провинциальная дебютантка
«Лев Гурыч Синичкин, или Провинциальная дебютантка» — один из самых известных и популярных русских водевилей: комедия Д. Т. Ленского в 5 действиях, авторизованный перевод французского водевиля М. Теолона и Ж. Баяра «Отец дебютантки» (фр. Le Père de la débutante). Опубликован в Санкт-Петербурге в 1840 году

## Литературная основа (оригинал)
Основой для авторизованного перевода стал французский 5-актный водевиль Le Père de la debutante (Отец дебютантки) французских драматургов М. Теолона и Ж. Баяра. Сюжет по построению прост: старый актёр Гаспар (Gaspard) приводит на сцену свою дочь Анаис (Anais), талантливую юную девушку; но путь в актрисы усеян не только славой и аплодисментами — театральные закулисные интриги, борьба за главные роли, вмешательство крупных сановников за своих фаворитов и фавориток — вот та среда, которая окружает талантливых людей и с которой постоянно приходится бороться. Премьера французского водевиля прошла 28 октября 1837 в парижском театре Варьете (фр. Théâtre des Variétés); в том же году пьеса вышла отдельным изданием в Париже.
В 1838 году водевиль был поставлен на сцене Французского театра в Берлине
В русском переводе водевиль был поставлен в Петербургской императорской труппе уже на следующий год — в 1839 году, но постановка успеха не имела и вскоре была убрана из репертуара.
Большинство французских водевилей начала XIX века, появляясь в парижских театрах, сразу привлекали внимание деятелей русского театра, тогда лишь нарождавшегося и ещё не имевшего своего наработанного драматургического багажа. Переводчики, большинство из которых владели французским языком не хуже, чем русским, обычно в русском переводе давали некоторую русификацию французским водевилям: наделяли персонажей русскими именами, поселяли их в русских землях, вставляли фрагментами сценки специфически русского быта, но в целом оставляя сюжетную фабулу французского оригинала. В таком виде пьесы входили в репертуары русских театров начала XIX века — в первую очередь, императорских (репертуар Петербургской императорской труппы, репертуар московского Большого театра, репертуар московского Малого театра).

## Русский авторский текст
Переводя французский текст и сохраняя его сюжетную линию, Дмитрий Тимофеевич Ленский всё более погружался в атмосферу русского театра и его закулисной жизни, которую он хорошо знал и как актёр московской императорской труппы, и как автор множества водевилей (около 100) — оригинальных авторских и переводов-переделок. В результате многие сценки он изменил, придав им знакомые ему черты, наделил персонажей характерами известных русских современных театральных деятелей, вставил достаточно понятные намеки на конкретные русские пьесы и постановки и связанные с ними театральные истории и даже скандалы. А поскольку сам Ленский был человеком весьма остроумным, пьеса в его авторской переделке оказалась веселой пародией на артистическую среду русского театра начала XIX века.
Юная героиня водевиля Лиза Синичкина дебютирует в драме, по теме и именам действующих лиц — Кора и Алонзо, — напоминающей известную трагедию А. Коцебу «Испанцы в Перу, или Смерть Роллы», ставившуюся ещё буквально совсем недавно, каких-то лет 18 назад (в 1821 году) московской императорской труппой. А драматург Борзиков первоначально звался Лошадка — явный намек на Ф. А. Кони, автора множества водевилей, шедших на сценах императорских театров, и в какой-то степени конкурента самого Ленского.
В результате новое произведение Д. Т. Ленского стало не просто переводом водевиля известных французских драматургов, а приобрело самостоятельное звучание, став отдельным оригинальным драматургическим произведением.
Действие русского водевиля разворачивается в провинциальном театре, но на самом деле все его положения указывают на закулисье императорских театров. У многих действующих лиц существовали вполне определённые прототипы, однако их характеры даны в специфически утрированном виде. Они легко угадывались зрителями-современниками, но со временем стали стёрты для следующих поколений, что на самом деле и неважно — артистические натуры, пусть даже в утрированном виде, повторяются в своих типажах и всё равно не утратили тех же пороков и характеристик.
Но хотя все авторские намёки легко читались современными зрителями, водевиль Ленского является не сатирой, а весёлым парафразом русской театральной атмосферы начала XIX века.

## Действующие лица
- Лев Гурыч Синичкин, бывший актёр
- Лизочка Синичкина, его дочь
- Раиса Сурмилова, местная прима
- Князь Серж Ветринский, военный, местный ловелас
- Фёдор Семёнович Борзиков, драматург
- Граф Зефиров, один из спонсоров театра, влиятельное лицо
- Пётр Петрович Пустославцев, содержатель театра
- Степан, кучер Ветринского
- Суфлёр
- Актриса, играет роль королевы и старухи
- Козачинский, командир гусар
- Налимов, сотрудник театра
- Чахоткин, актёр
- Тимченко, гусар
- Трагик
- Митька, старший плотник в театре
- Шкал, слуга из театральной школы
- Семён, слуга Борзикова
- Камердинер графа Зефирова
- Актриса Варя
- Танцовщица Надя
- Актриса Маша
- Танцовщица Катя

## Премьеры
Впервые водевиль был поставлен в Москве 3 ноября 1839 года в бенефис танцовщицы А. И. Ворониной-Ивановой в помещении Большого театра, с музыкой Н. И. Полякова. Помимо текста водевиля, Ленский сочинил слова для куплетов персонажей — музыку к ним написал А. Н. Верстовский.
Исполнители: Лев Гурыч — В. И. Живокини, Лиза — Н. В. Репина, Ветринский — сам автор Д. Т. Ленский, Пустославцев — М. С. Щепкин (чуть позже, в 1841 году эту же роль исполнял П. М. Садовский-старший), Зефиров — П. Г. Степанов.
В 1840 году водевиль прошёл в Петербурге в Александринском театре; Лев Гурыч — А. Е. Мартынов, Лиза — Н. В. Самойлова, Борзиков — В. В. Самойлов.
Исполнение двух выдающихся русских актёров роли Синичкина было совершенно различным. Живокини, мастер комизма и неожиданных импровизаций, вёл роль комедийную, без сложных социальных ассоциаций. Мартынов же стремился показать образ в социальном аспекте — «маленького человека», забитого обществом.
В. Г. Белинский писал о петербургской постановке:

Ленский оказал театральной публике истинную услугу своим забавным «Львом Гурычем Синичкиным». Вся пьеса сложена очень умно и замысловато, в главном действующем лице даже довольно ловко очерчен характер. После этого удивительно ли, что Мартынов в роли Синичкина превосходен?
— Белинский В. Г. Полн. собр. соч. Т. 4. — М., 1954. — С. 191.

## Избранные постановки
- Водевиль прочно вошёл в русский театральный репертуар. Он долго не сходил со сцены императорских театров, затем ставился на сцене Театра Корша, в театре-кабаре «Летучая мышь», во многих драматических театрах различных городов. Среди последующих исполнителей роли Синичкина: А. А. Рассказов, О. П. Правдин, В. Я. Хенкин, Б. В. Щукин, А. Б. Джигарханян и многие другие.
- 1924 — Театр имени Е. Б. Вахтангова (Москва); режиссёр Р. Н. Симонов (первая большая режиссёрская работа[10]), художник Б. Р. Эрдман; куплеты к водевилю написал Н. Р. Эрдман, композитор Н. Сизов; в главных ролях: Синичкин — Борис Щукин, Лиза Синичкина — Вера Головина, Сурмилова — А. А. Орочко, Зефиров — К.Миронов, Князь Ветринский — О. Н. Басов, Чахоткин — Н. П. Яновский. В 1955 году, через тридцать лет, спектакль был записан для радио как аудиоспектакль; пояснительный текст читал Владимир Шлезингер. Исполнители: Лев Гурыч Синичкин, провинциальный актёр — Рубен Симонов, Лиза — Людмила Целиковская, Ветринский, князь — Владимир Осенев, Пустославцев, содержатель театра — Николай Плотников, Сурмилова — Анна Орочко, Налимов — Борис Шухмин, Фёдор Семёнович Борзиков, писатель — Виктор Кольцов, Граф Зефиров — Иосиф Толчанов, Чахоткин, актёр местного театра — Евгений Фёдоров, Трагик — Максим Греков, Митька, старший плотник в театре — Анатолий Борисов, Суфлёр — Иван Каширин, Шкал, слуга из театральной школы — Григорий Мерлинский, Семён, слуга Борзикова — Вадим Русланов, Камердинер графа Зефирова — Михаил Зилов, Актриса Варя — Вера Головина, Танцовщица Надя — Елена Измайлова, Актриса Маша — Гарен Жуковская, Танцовщица Катя — Валентина Данчева, Прошка, рабочий сцены — Владимир Шлезингер.
- Ранее 1941 года (сотый показ спектакля состоялся 9 июля 1944 года) — Саратовский театр драмы. Постановка Григория Наумовича Несмелова. Лев Гурыч Синичкин — Григорий Наумович Несмелов, Зефиров — Андрей Германович Василевский, Сурмилова — Дора Фёдоровна Степурина, Борзиков — Георгий Александрович Слабиняк.
- 1945 — Ленинградский театр комедии, режиссёр Н. Акимов; с адаптированным текстом А. Бонди[9], музыка В. Желобинского; премьера прошла 24 апреля 1945 года в Москве на гастролях[11]. Синичкин — Б. М. Тенин, Лиза — К. Гурецкая, Сурмилова — Надежда Нурм, Налимов — Г. Рубин.
- 1948, июнь — Московский академический театр Сатиры, в редакции А.Бонди, режиссёр Э. Б. Краснянский, художник Я. Штоффер, в главных ролях: Синичкин — В. Хенкин, Лиза Синичкина — В. Васильева, Сурмилова — Н. Слонова, Князь Ветринский — Г. Менглет.[12]
- 1962 — спектакль был поставлен для учебного курса Театра мимики и жеста, специально переделанный для репертуара глухонемых; режиссёр Л. В. Ставская.

## Фильмография
- 1956 — На подмостках сцены (фильм)
- 1974 — Лев Гурыч Синичкин (фильм)

## Интересные факты
- Водевиль внёс свой вклад в крылатые слова, породив выражение «Из любви к искусству» — так говорил дамский волокита граф Зефиров, ухаживая за молоденькими актрисами. Выражение вышло за сценические рамки и прижилось в народной молве; обозначает: не ради корысти, а из эгоцентрической прихоти.[13].